# Kurt Leichtweiß

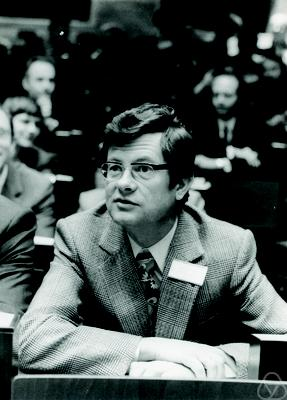
Kurt Leichtweiß (1974)

Kurt Leichtweiß (* 2. März 1927 in Villingen; † 23. Juni 2013) war ein deutscher Mathematiker, der sich mit Geometrie und insbesondere Differentialgeometrie beschäftigte.
Leichtweiß absolvierte sein Abitur im Jahr 1945 am Fürstenberg-Gymnasium Donaueschingen. Im Anschluss studierte er Mathematik und Physik an der Albert-Ludwigs-Universität Freiburg und der ETH Zürich. 1951 wurde er in Freiburg bei Wilhelm Süss promoviert (Zur Axiomatik einer topologischen Begründung der Geometrie der Ebene und des Raums). 1955 habilitierte er sich in Freiburg (Das Problem von Cauchy in der mehrdimensionalen Differentialgeometrie). 1957/58 war er als Stipendiat der Deutschen Forschungsgemeinschaft an der Sorbonne. Er war dann Privatdozent in Freiburg und ab 1963 Professor an der TU Berlin. Von 1970 bis zu seiner Emeritierung 1995 war er Professor an der Technischen Hochschule Stuttgart, wo er zeitweise Leiter des Instituts für Mathematik und Dekan war. Auch nach seiner Emeritierung blieb er wissenschaftlich aktiv.
Neben Differentialgeometrie befasste er sich auch mit Konvexgeometrie.
Zu seinen Doktoranden zählt Hermann Karcher (Universität Bonn), Eberhard Teufel (Universität Stuttgart) und Bernd Wegner (TU Berlin).
1966 bis 1982 leitete er die Geometrie-Tagungen am Mathematischen Forschungsinstitut Oberwolfach mit Karl-Heinrich Weise, Peter Dombrowski und Konrad Voss.
Er bearbeitete auch die Einführung der Differentialgeometrie des deutschen Doyens der Differentialgeometrie Wilhelm Blaschke für eine Neuauflage und er war Mitherausgeber der Gesammelten Werke von Blaschke. 1962 hielt er einen Vortrag auf dem Internationalen Mathematikerkongress in Stockholm (About curvature theory of manifolds in the euclidean n-space). 1995 erhielt er die Blaschke-Medaille.

## Schriften
- mit Wilhelm Blaschke: Elementare Differentialgeometrie. (Grundlehren der mathematischen Wissenschaften). 5. Auflage. Springer, 1973 (online).
- Affine geometry of convex bodies. Wiley/VCH 1998.
- Konvexe Mengen (= Hochschulbücher für Mathematik. Bd. 81). Deutscher Verlag der Wissenschaften, Berlin 1980.
- Analytische Geometrie- eine Einführung. Teubner 1972.